# Sockerkaka
Sockerkaka är en mjuk och fluffig kaka som görs på huvudingredienserna ägg, socker och vetemjöl. Den finns i flera olika sorter som skiljer sig i smak och konsistens beroende på valet av ingredienser och tillredningssätt. Andra ingredienser som kan ingå i en sockerkaka är bakpulver, smör, matolja, mjölk och smakämne som vanilj, kakao eller citronzest. I regel används vetemjöl i sockerkakor men även andra mjölsorter som exempelvis potatis- eller mandelmjöl kan ingå. Sockerkakor bakas alltid i formar, som kan vara rektangulära eller runda, som till exempel kransformar, springformar eller långpannor. Formarna smöras och bröas eller täcks med bakplåtspapper.

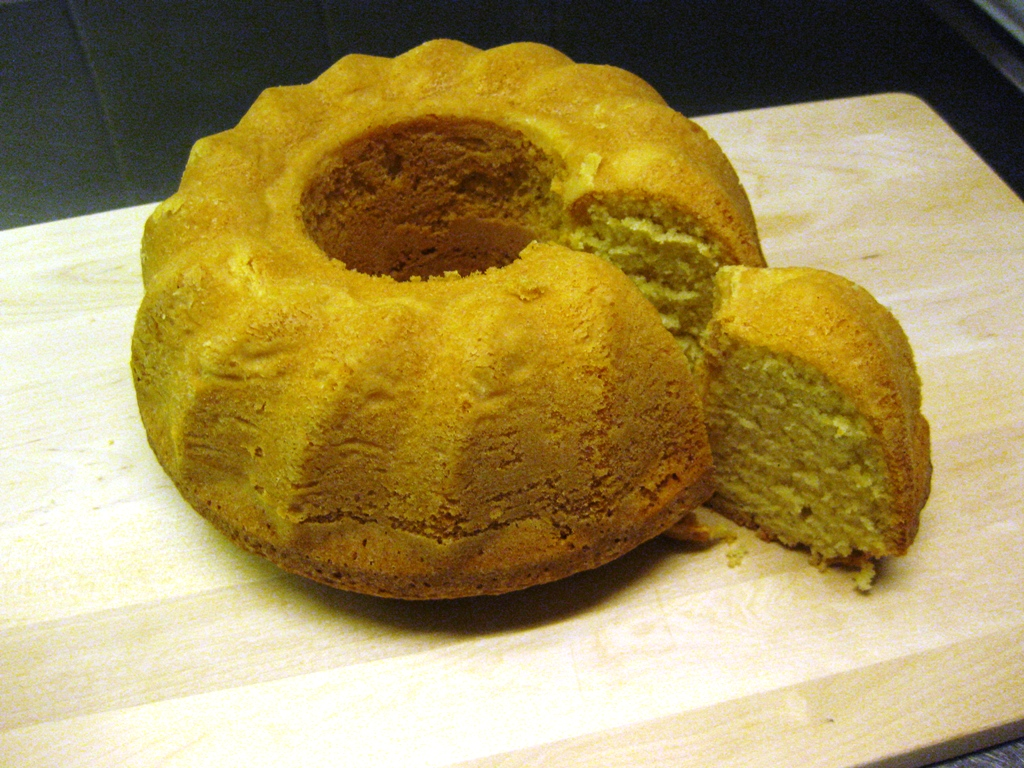
Svensk sockerkaka

Sockerkakor som finns i olika sorter kan bakas till diverse former och storlekar beroende på vad de ska användas till. De kan till exempel bakas till tårtbotten. I Sverige associerar dock många ordet sockerkaka med endast "svensk sockerkaka", en variant av sockerkaka som oftast bakas i en kransform. I England kallas sockerkakor för sponge cake ('tvättsvampkaka') eller foam cake ('skumkaka'). I Frankrike används vanligtvis inte benämningen sockerkaka utan man använder namnet på de olika sockerkakssorterna till exempel Gâteau Génoise ("génoisekaka") eller biscuit joconde ("jocondekaka").

## Sockerkakor (urval)
Ett urval av sockerkakssorter:
- Svensk sockerkaka: tillreds genom att hela ägg och socker vispas pösigt, innan mjöl, bakpulver, mjölk, smält smör och aromämne som vanilj tillsättas.[2] Kakan bakas ofta i en kransform men även en springform kan användas.

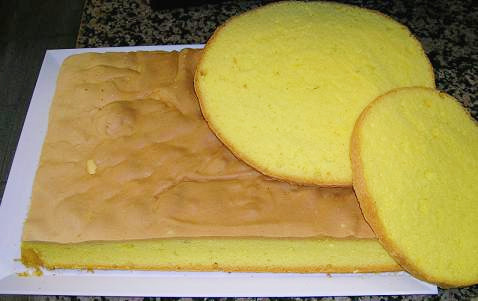
Génoisesockerkaka

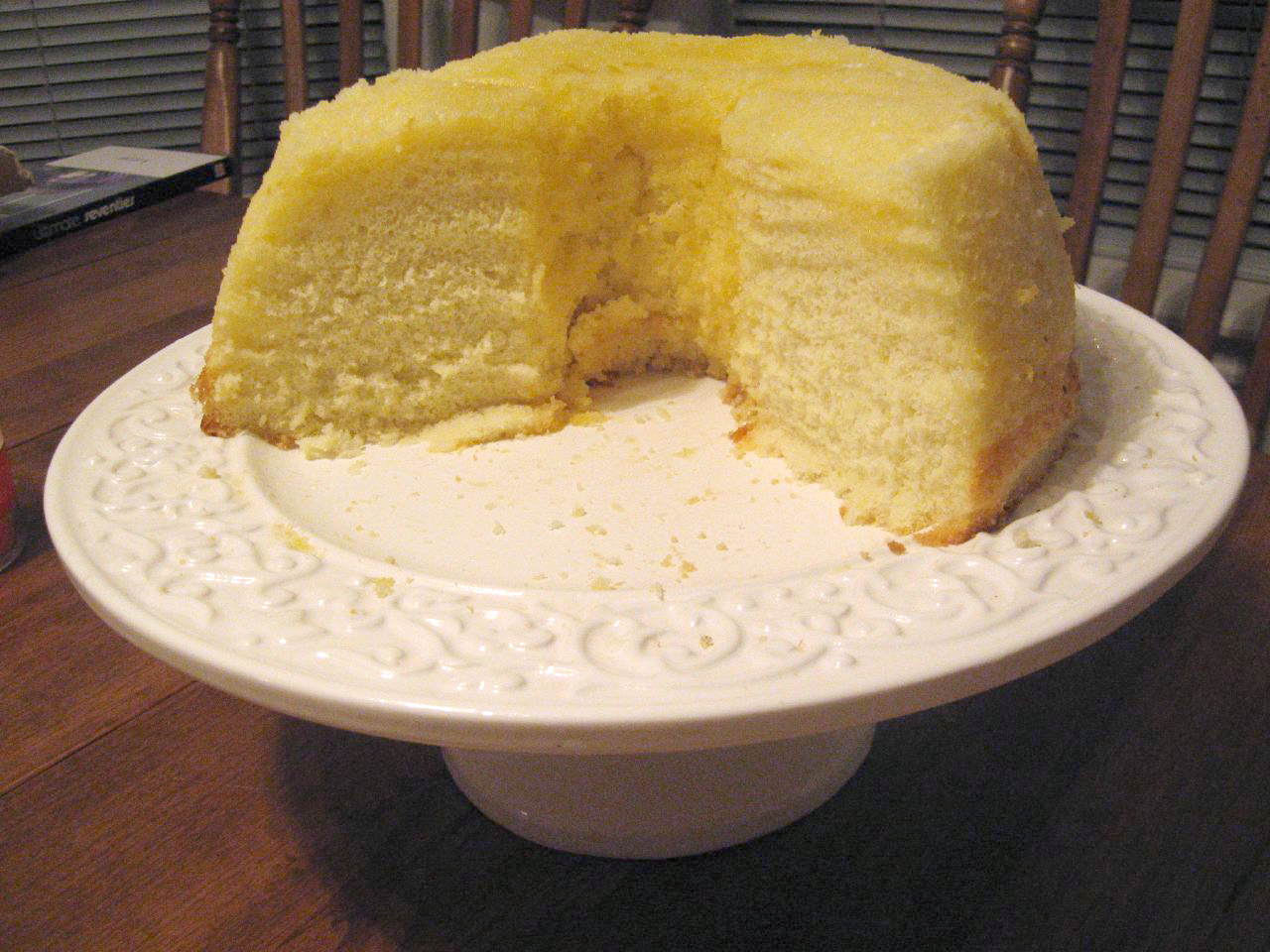
Chiffonsockerkaka

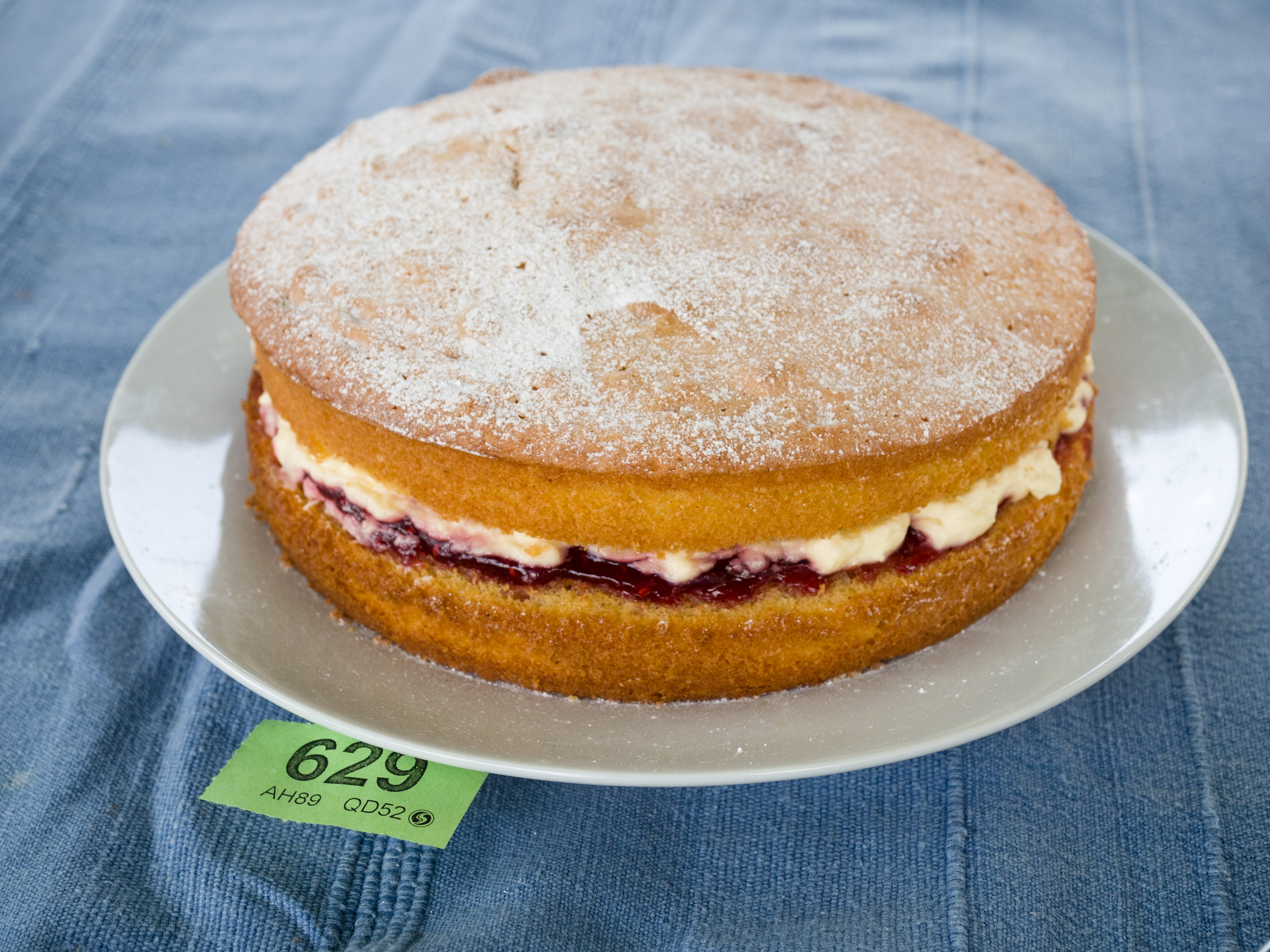
Victoria sponge-sockerkaka

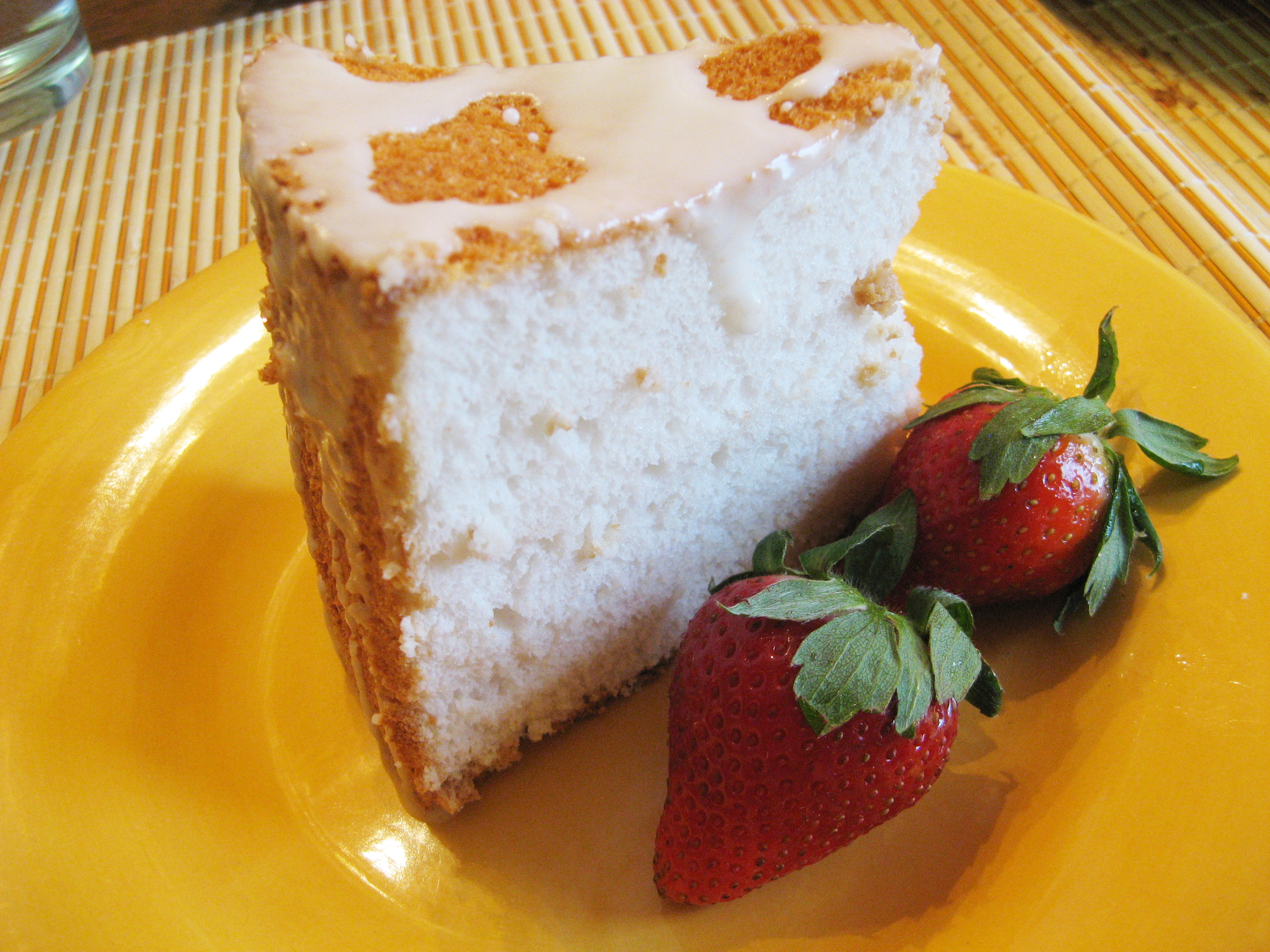
Angel food cake

- Génoise: en luftig och elastisk sockerkaka av franskt ursprung som kan användas i många olika bakelser och tårtor. Hela ägg och socker vispas över ett vattenbad (bain-marie) till tjockt och fluffigt innan mjöl och aromämne viks in, ibland tillsätts smält smör i smeten. Innehåller vanligtvis inget bakpulver men kan ingå i vissa recept. I Italien heter den här sockerkakan pan di spagna ('kaka från Spanien').[3]
- Joconde: en fransk sockerkaka där en del av mjölet byts ut mot mald mandel. Äggulor vispas pösigt med socker innan vetemjöl och mandelmjöl viks in. Äggvitor och socker vispas till maräng och ägguleblandningen viks in. Traditionellt innehåller den inget bakpulver. [3]
- Chiffon: en mycket lätt och luftig sockerkaka från USA som tillreds med olja. Äggulor och socker vispas luftigt innan olja, mjöl och bakpulver vänds i, äggvitor och socker vispas separat till maräng och ägguleblandningen viks i den.[3] Traditionellt bakas chiffonkakor i kransformar men även springformar kan användas om kakan ska användas som tårtbotten. Formarna ska inte smöras och bröas.
- Silverkaka: liknande angel food cake från USA, är en sockerkaka som görs utan äggulor. Äggvitor och socker vispas till maräng innan mjöl och aromämne viks in. Silverkaka tillreds med bakpulver och bakas i en långpanna men Angel food cake innehåller inget bakpulver och bakas i en kransform.[3]
- Victoria sponge: en engelsk sockerkaka. Smör och socker vispas fluffigt innan äggen tillsätts ett och ett till en emulsion, sedan viks mjöl och bakpulver in.[4] Kakan serveras som den är eller skärs i två halvor och fylls med sylt och vispad grädde, och blir då ofta kallad Victoria sandwich.[3]
- Devil’s Food Cake: en mörk sockerkaka med chokladsmak som görs på samma sätt som Victoria sponge men även innehåller kakaopulver. För att binda mjöl och kakaopulver används varmvatten i smeten.[3]
- Madeira sponge cake: en engelsk sockerkaka som påminner om Victoria sponge i smaken men har luftigare konsistens. Smör och socker vispas luftigt innan äggulor tillsätts en och en och mjöl viks in. Äggvitor vispas separat med socker till maräng och smörblandningen viks i den.[3]
- Pound cake: den här sockerkakan kallas pound cake i England, quatre-quart i Frankrike och butter cake i USA. Den görs på lika delar mjöl, socker, ägg och smör. Den tillreds på samma sätt som Victoria sponge men innehåller inget bakpulver. Kanderad eller torkad frukt kan tillsättas i smeten men då kallas kakan fruit cake  ('fruktkaka' på engelska).[3]
- Bundt cake: en sockerkaka som kan bakas på flera olika recept. Det är mest utseendet som är specifikt: den bakas i en Bundtform som är en kransform med räfflade sidor.

## Användning

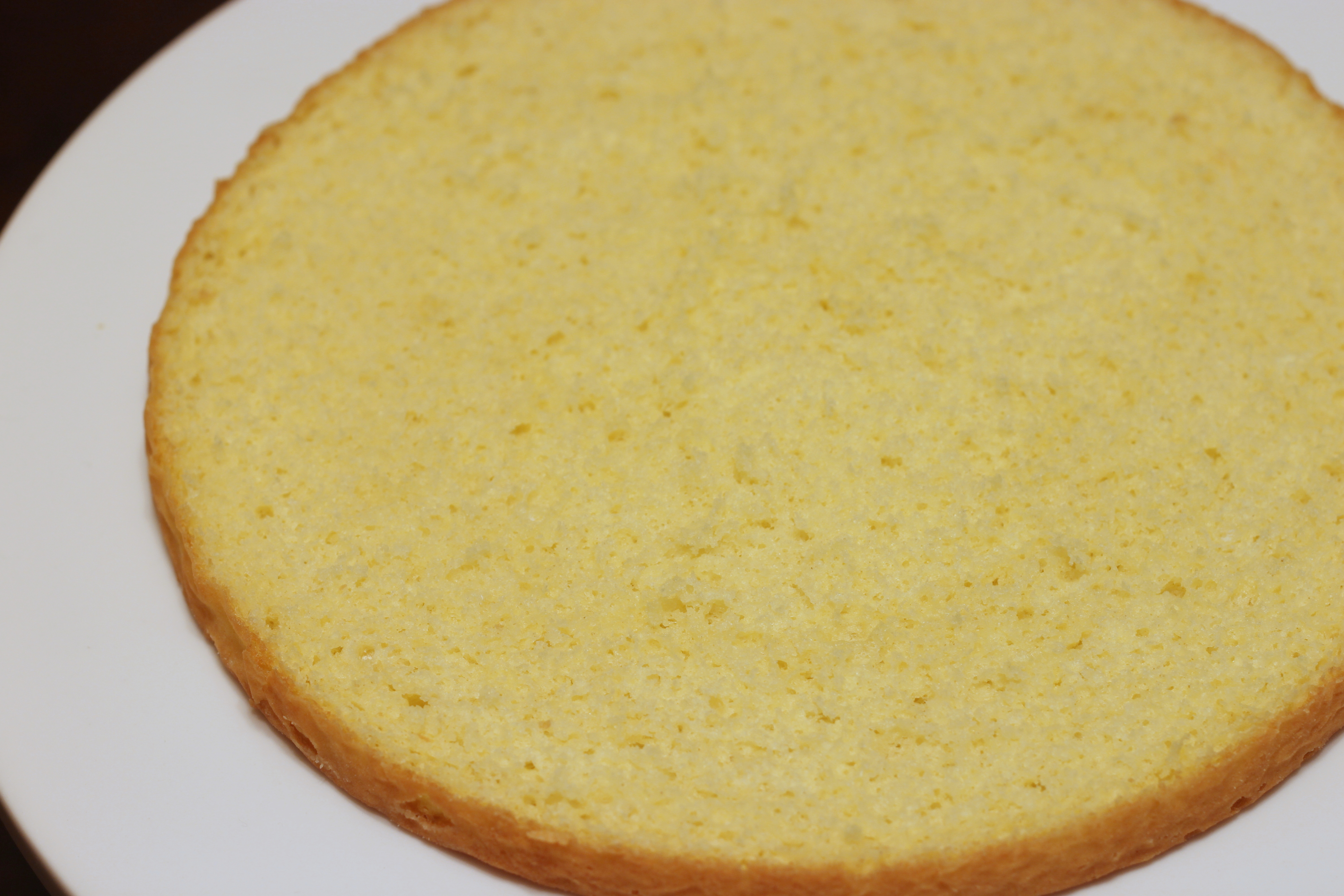
Rund tårtbotten

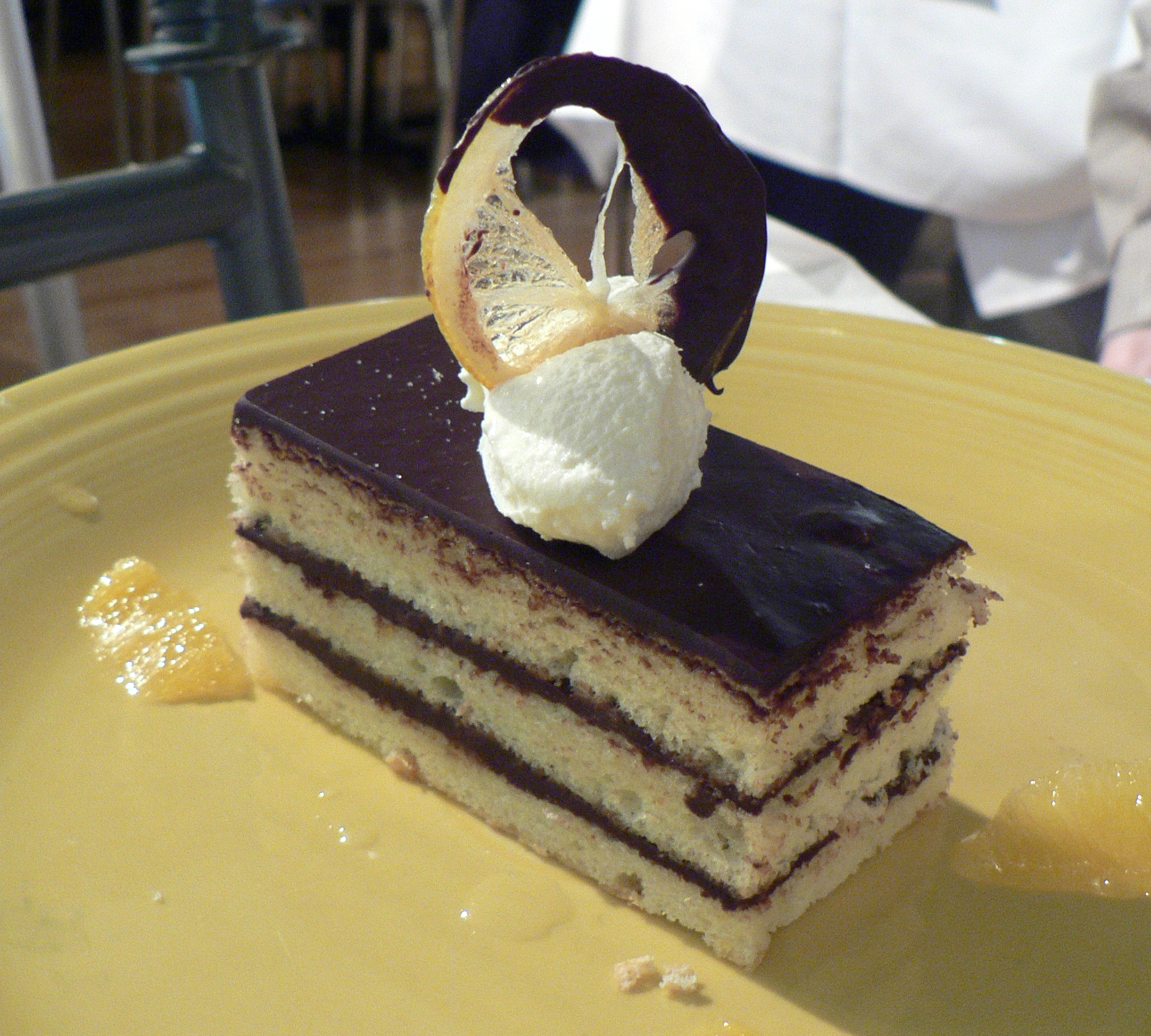
Tårtbottenskivor av chiffon

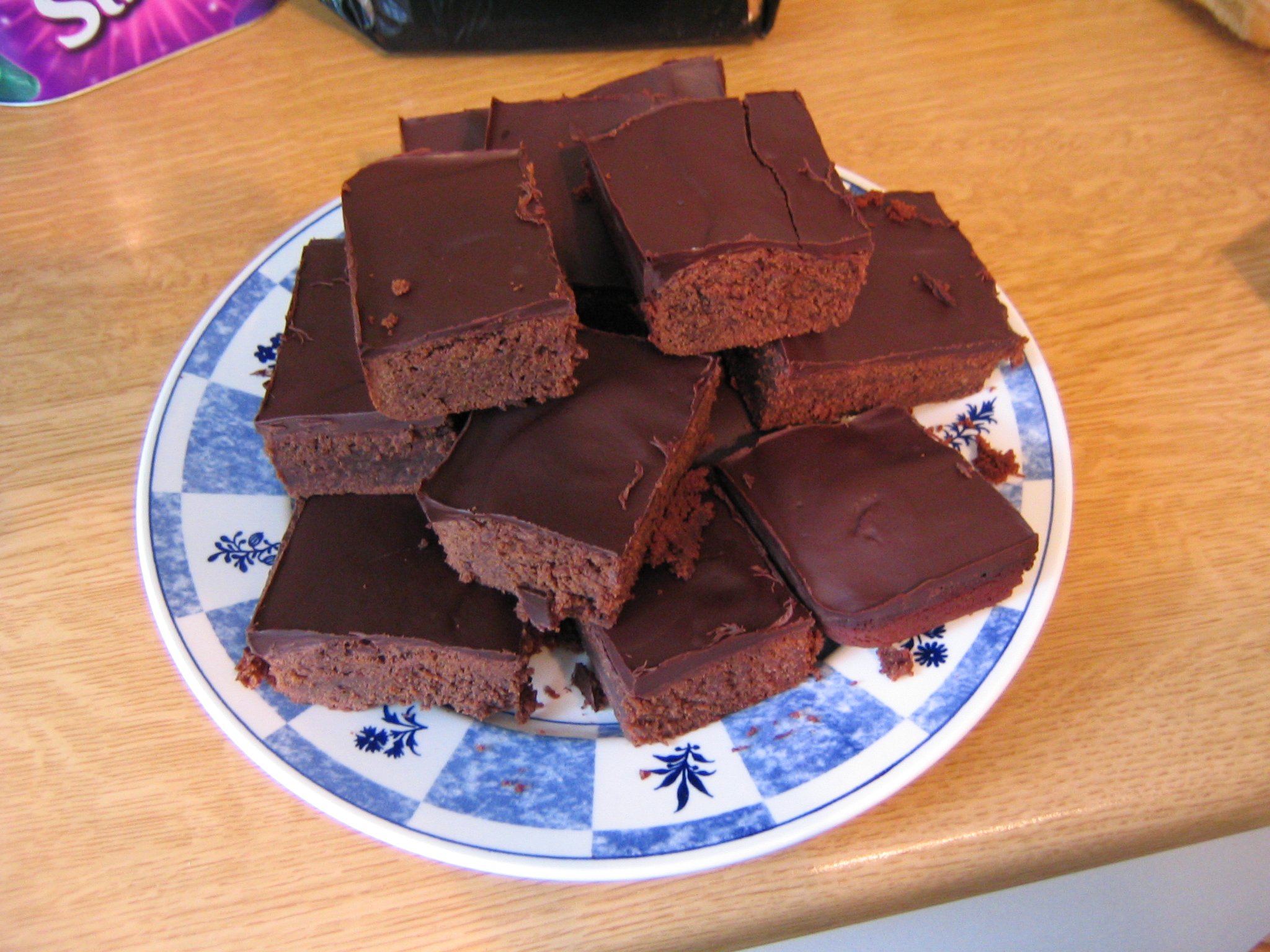
Brownies

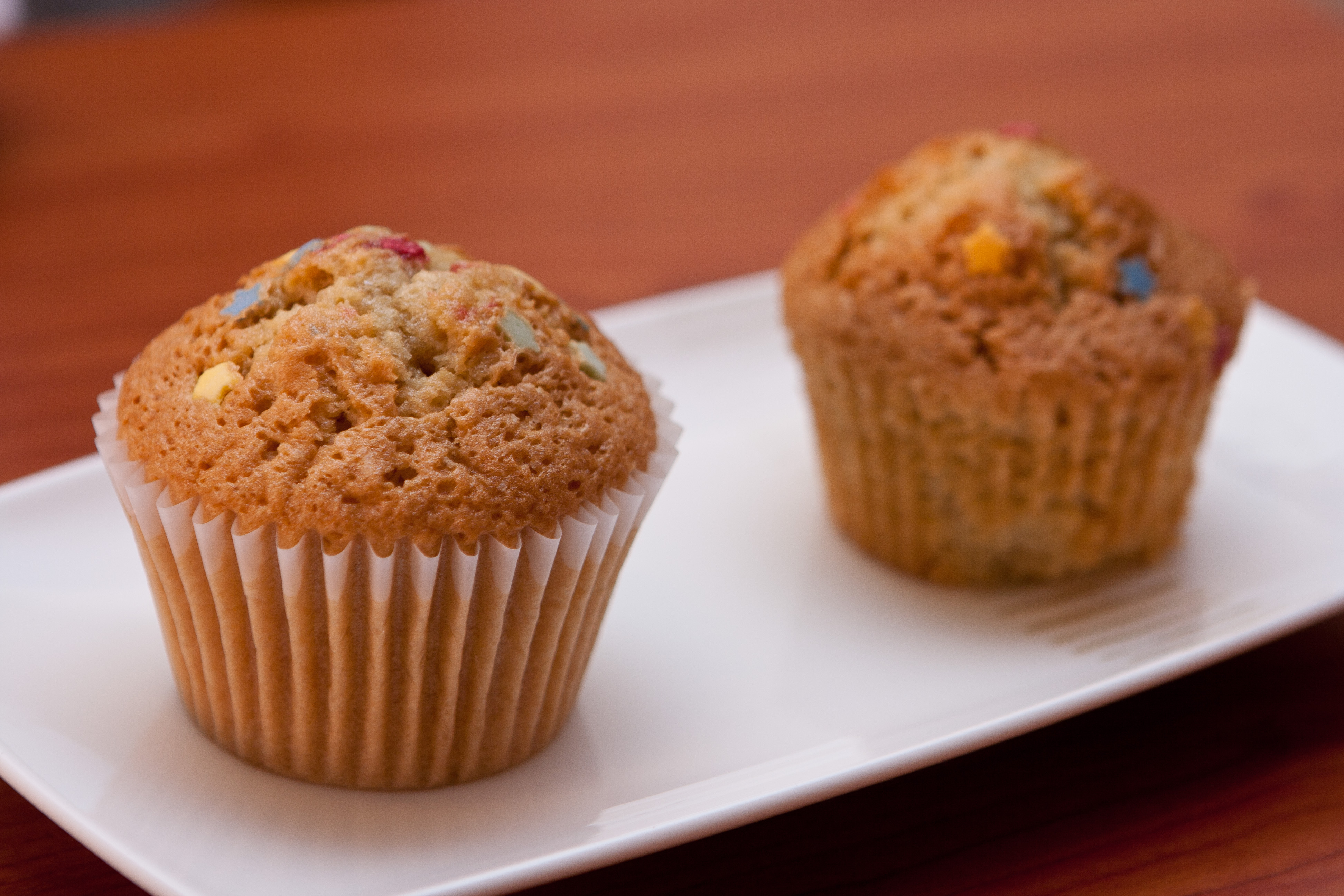
Muffins

Sockerkakor kan serveras som de är, ibland med glasyr på, eller täckas med någon form av kräm eller smörkräm vilket till exempel ofta görs med chiffonkakor. De kan även delas i mitten och fyllas med sylt och vispad grädde som i en Victoria sandwich. Sockerkakor kan även användas till tårtbottnar, som kallas anslag på konditorspråk när de innehåller mjöl. Anslag används som botten och mellanlägg i tårtor, bakelser och rulltårtor. Sockerkakor som görs på äggskum och inte innehåller smör som till exempel génoise, joconde eller chiffon blir mer elastiska och håller ihop bättre och passar därför bättre till anslag. De är även motståndskraftigare mot fuktiga fyllningar och är också lättare att rulla till rulltårtor utan att spricka.
Sockerkakssmeter kan också bakas till ark på långpannor eller i rektangulära formar och sedan garneras på olika sätt innan de skärs i mindre bitar och serveras som portionsbitar, som till exempel kladdkaka, brownie eller silverkaka. Smeten kan även bakas i mindre formar till muffins eller cupcake. Andra mindre sockerkaksbakelser är baba och savarin som indränks med fruktspad eller sockerlag. Sockerkakssmeten kan också bakas till konfektyrer som till exempel savoiardikex (engelska: ladyfingers).

## Historia
Sockerkakor på mjöl, ägg och socker fick större utbredning under 1500-talet när socker började bli mer tillgängligt i Europa. Men de sockerkakorna var tunna och krispiga och var mer lika dagens kex och småkakor i konsistensen. Vetemjöl var en dyr ingrediens så sockerkakor bakades oftast med andra mjölsorter. I början av 1600-talet kom man på att kakan blev luftig om man först vispade upp äggvitan med socker till skum (maräng) innan mjöl blandades i. Sådan skumkaka blev benämnd gâteau éponge i Frankrike och sponge cake i England. Receptet för en sådan sockerkaka nämndes av den engelska poeten Gervase Markham år 1615.
Kakorna började likna dagens sockerkakor när man i mitten av 1700-talet började vispa hela ägg med socker över vattenbad, som i génoise, för att ge mer volym till kakorna. Man börjande också smaksätta sockerkakorna med vanilj och kakao. År 1843 uppfanns bakpulver av den engelska livsmedelstillverkaren Alfred Bird, vilket gjorde det lättare att få en fluffig sockerkaka och det blev möjligt att tillsätta smör i smeter. Bakpulvrets uppfinnande resulterade i skapandet av Victoria sponge som baseras på uppvispad smör och socker. Smeter med smör håller inte volymen så bra och behöver hjälp av bakpulver för att bli luftiga.

## Svensk sockerkaka
Svensk sockerkaka är en sorts mjuk kaka som är gul.
Sockerkakan bakas alltid i medelvarm ugn i en kakform, ofta en kransform. Formen smöras och bröas (med exempelvis ströbröd) noggrant före baket. Ingredienser som traditionellt ingår i svensk sockerkakssmet är vetemjöl eller potatismjöl, socker, bakpulver, matfett och ägg. Som smaksättare används till exempel kardemumma, vaniljsocker eller citronsaft.
Personer som inte äter ägg kan byta ut dessa mot annat bindemedel, till exempel aquafaba (kikärtsspad) som på samma sätt som med äggvita vispas med socker tills det blir vitt och poröst som maräng innan mjöl vicks in. Man kan även istället för ägg tillsätta extra vätska i form av mjölk, havremjölk eller vatten som bindemedel plus extra bakpulver som kompenserar för avsaknaden av den luftighet som äggen ger. Extra smör kan tilläggas som kompensation för fettet i äggulan.
I en vegansk sockerkaka utesluts ägg, och smör och mjölk byts ut mot mjölkfritt margarin och havredryck. I glutenfria sockerkakor byts vetemjöl mot glutenfria mjölsorter som till exempel potatis-, majs-, bovete-, havre-, ris-, kikärts-, lins-, hasselnöts- eller mandelmjöl.  I vissa recept på glutenfria sockerkakor ingår en blandning av två eller fler glutenfria mjölsorter.

## Svenska sockerkaksvarianter (urval)
Den svenska sockerkakan finns i olika varianter:
- Svensk sockerkaka: tillreds på ägg, socker, vetemjöl, bakpulver, smält smör och mjölk. Hela ägg och socker vispas pösigt, innan mjöl, bakpulver, aromämne, smält smör och mjölk tillsättas.[2]
- Vaniljsockerkaka: vanilj tillsätts.
- Chokladsockerkaka: kakao eller smält choklad tillsätts.[11]
- Citronsockerkaka: citronzest tillsätts.[12]
- Silverkaka: görs utan äggulor.[13]
- Silviakaka: med kokostoppad glasyr.
- Tigerkaka: vaniljsockerkaka med 1/3 eller hälften av smeten smaksatt med kakao. Chokladsmeten varvas in i vaniljsmeten så att det bildar ett vackert mönster.[14]

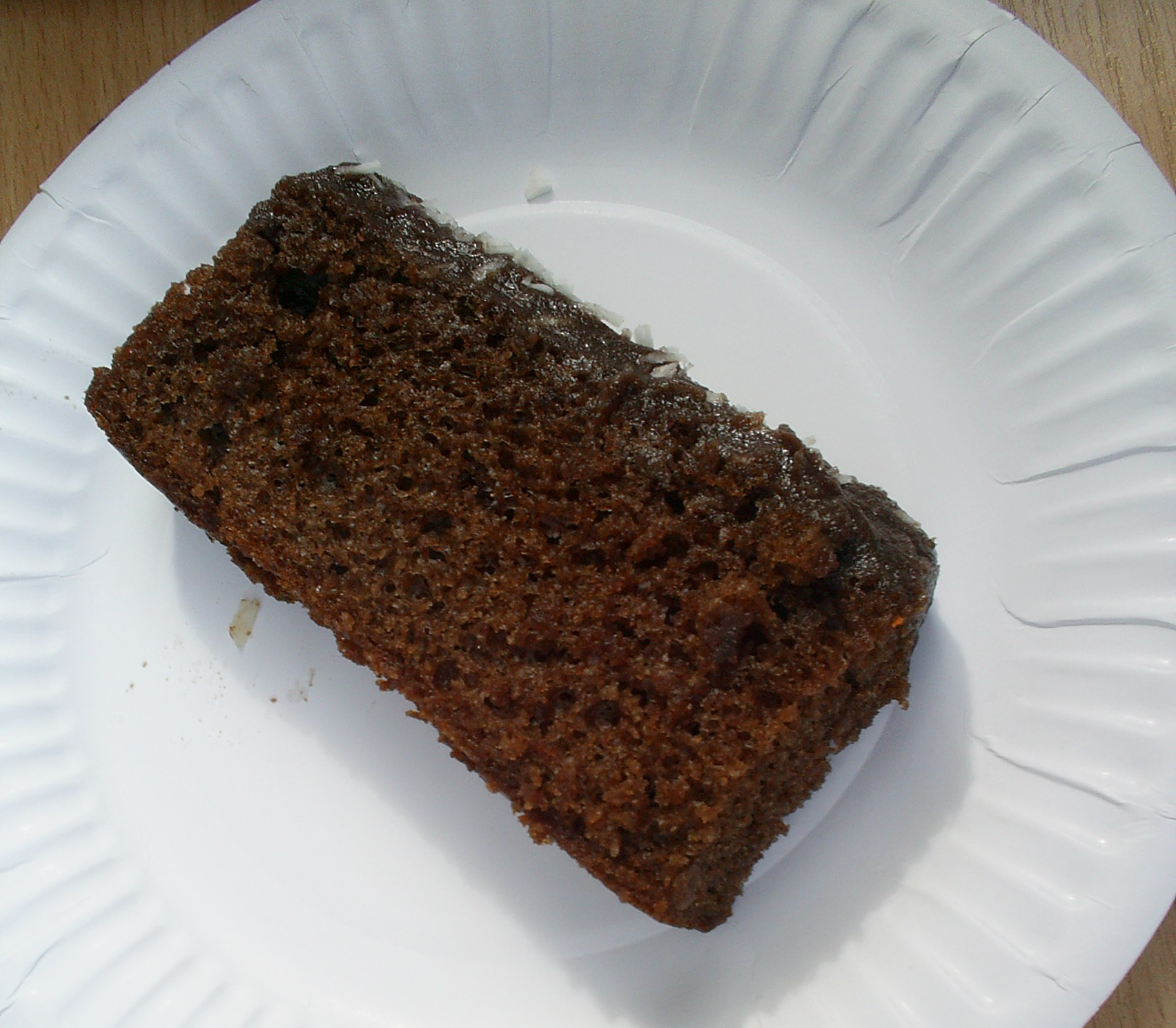
Mjuk pepparkaka

- Mjuk pepparkaka: pepparkakskryddor såsom nejlika, kanel, ingefära och kardemumma tillsätts.[15]
- Mjuk kanelkaka: kanel tillsätts.[16]
- Mjuk kardemummakaka: kardemumma tillsätts.
- Mjuk hasselnötskaka: mald hasselnöt tillsätts.[17]
- Mjuk mandelkaka: mandel i någon form, till exempel mandelmjöl och mandelspån, tillsätts.[18]
- Toscakaka: även kallad toscatårta, en platt sockerkaka som garneras med en kolasmakande glasyr med mandel i.[19]
- Fruktkaka: en blandning av torkade frukter, blötlagda i rom, tillsätts. Nötter är också en vanlig ingrediens i kakan som finns i många olika varianter.[20]
- Ambrosiakaka: zest och juice av apelsin tillsätts och en apelsinglasyr med kanderat apelsinskal täcker kakan.[21]
- Morotskaka: riven morot och kryddor som kanel och kardemumma tillsätts.[22]
- Äldre svensk sockerkaka: historiskt bakades svensk sockerkaka med potatismjöl då vetemjöl var en sällsynt lyxvara, utan bakpulver (som kom till Sverige i slutet av 1800-talet) och oftast utan smör. Kakan blir något torr och kompakt.